# Naveh (Israël)
Naveh (hébreu : נָוֶה) est un moshav religieux situé dans le conseil régional d'Eshkol, en Israël, près de la frontière égyptienne. Il compte 1 233 habitants en 2017.

## Historique
Le moshav est fondé en 2008 par des anciens habitants de la colonie de Bnei Atzmon dans la bande de Gaza, évacués lors du Plan de désengagement unilatéral.